# Német birodalmi márka
A birodalmi márka (németül: Reichsmark; jele: ℛℳ vagy RM) a Német Birodalom pénzneme volt 1924 és 1948 között. Váltópénze a birodalmi pfennig volt (Reichspfennig; 1 birodalmi márka = 100 birodalmi pfennig).
Az első világháború előtti márka bankjegyeinek aranyra történő átváltását a háború kitörésekor megszüntették, a márka így papírértékké vált, a vesztes háború utáni gazdasági-pénzügyi válság hiperinflációhoz vezetett. A birodalmi márka bevezetését az 1923-ban kibocsátott járadékmárkához (Rentenmark) köthető stabilizációs program tette lehetővé. Miután az inflációt sikerült visszaszorítani, egy 1924. augusztus 30-án kelt törvény október 11-i hatállyal elrendelte a birodalmi márka forgalomba hozatalát és törvényes fizetőeszközként való elfogadását. Értéke megegyezett a járadékmárkáéval, árfolyamát az aranystandardhoz kötötték a háború előtti aranymárkáéval megegyező paritáson.
Már a törvény életbe lépése előtt forgalomba kerültek a korábbi réz egy- és kétpfennigesek, illetve megindult az ezüst egy- és hárommárkások (még csak Mark és nem Reichsmark felirattal) verése. Tervezték a császárság idején vert arany tíz- és húszmárkások ismételt bevezetését is, de ez nem történt meg. Végül 1, 2, 4 (csak 1932-ben), 5, 10 és 50 birodalmi pfennigeseket, valamint 1, 2, 3 és 5 birodalmi márkásokat vertek.
A birodalmi márka a második világháború után is forgalomban maradt egy ideig, a szövetségesek megszállási papírpénzeket (Allied-Military Currency) is kiadtak, ezeket a címleteket az Egyesült Államokban és a Szovjetunióban nyomtatták. Forgalma 1948. június 20-án szűnt meg, a nyugati szövetségesek által megszállt területeken a német márkát, a szovjet megszállási övezetben a kelet-német márkát vezették be.

## Papírpénzek
A német birodalmi márka papírpénzei
A birodalmi márka papírpénzeit több kibocsátó adta ki, ugyanis a német jegybank, a Reichsbank (Birodalmi Bank) nem rendelkezett bankjegy kiadási monopóliummal.